# Pterodáctilo
Pterodactylus ou Pterodáctilo (do grego πτεροδάκτυλος, pterodaktulos, que significa "dedo alado") é um gênero extinto de pterossauro pterodactilóide, cujos membros são conhecidos como pterodáctilos. Acredita-se que ele contenha apenas uma única espécie, Pterodactylus antiquus, que foi inicialmente descrito como Ornithocephalus antiquus. Posteriormente, o nome genérico Pterodactylus foi considerado o termo correto para o animal e, portanto, P. antiquus foi designado como a espécie-tipo de Pterodactylus, e O. antiquus como um sinônimo obsoleto do primeiro. Pterodactylus também é o primeiro gênero de pterossauro a ser nomeado e identificado como um réptil voador.
Restos fósseis de Pterodactylus foram encontrados principalmente no depósito de Solnhofen da Baviera, Alemanha, que remonta ao período Jurássico Superior (início do estágio Tithoniano), há cerca de 150,8 a 148,5 milhões de anos. Restos mais fragmentados de Pterodactylus foram provisoriamente identificados em outras partes da Europa, assim como na África.
Muitos estudos concluem que o Pterodactylus era um carnívoro que provavelmente se alimentava de peixes, bem como de outros pequenos animais. Como todos os pterossauros, o Pterodactylus possuía asas formadas por pele e uma membrana muscular se estendendo do quarto dedo até os membros posteriores, sustentada internamente por fibras de colágeno e externamente por cristas queratinosas. Pterodactylus era um pequeno pterossauro comparado a outros gêneros famosos, como Pteranodon e Quetzalcoatlus, e também viveu antes, durante o período Jurássico Superior, enquanto Pteranodon e Quetzalcoatlus viveram durante o Cretáceo Superior. Pterodactylus viveu ao lado de outros pequenos pterossauros, como Rhamphorhynchus, bem como outros gêneros como Scaphognathus, Anurognathus e Ctenochasma. A classificação de Pterodactylus desde então tem sido confusa para paleontólogos. Alguns o classificam dentro do clado Euctenochasmatia, enquanto outros o consideram apenas como um membro basal da subordem Pterodactyloidea.

## Descoberta

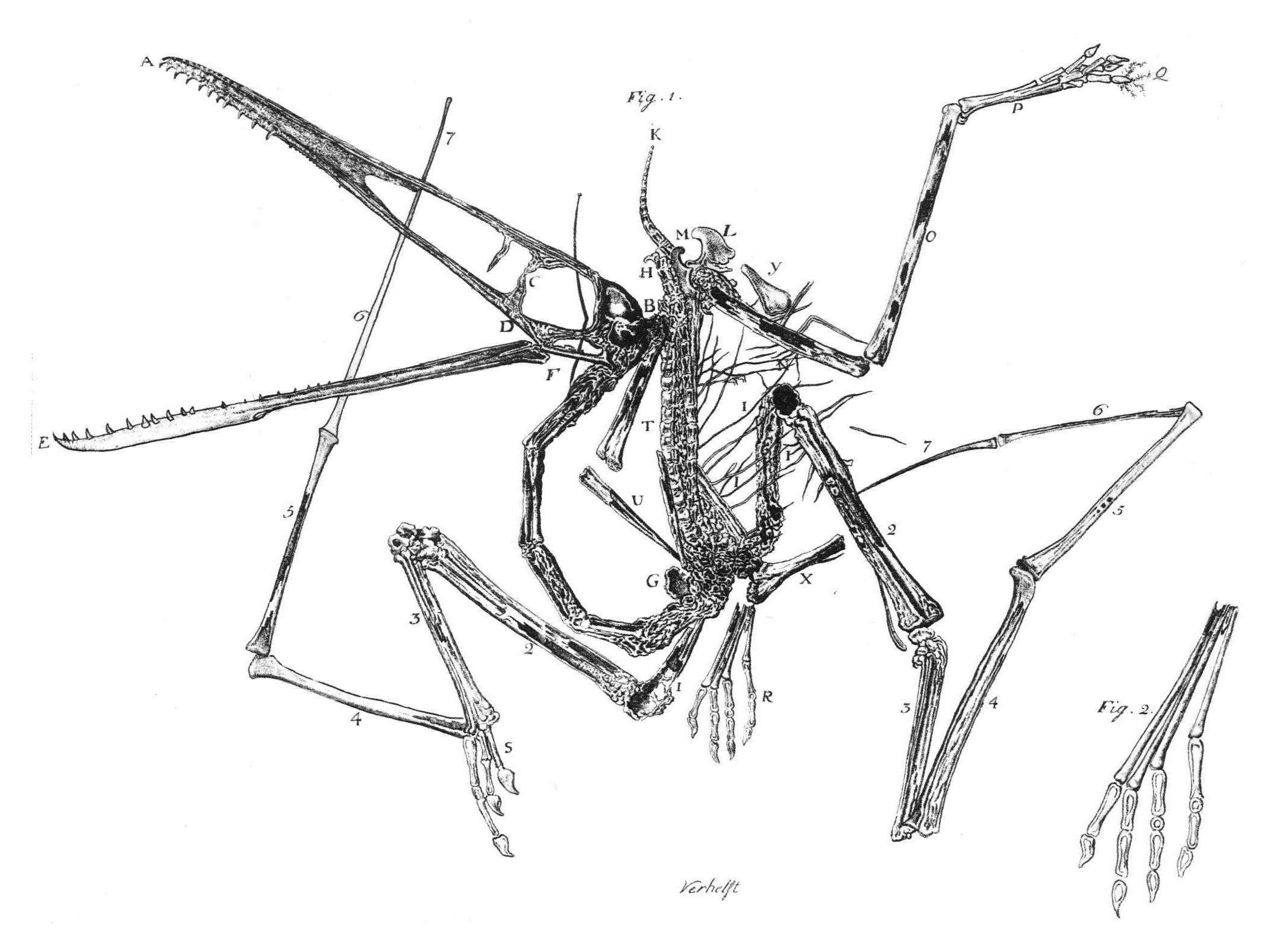
Gravura em cobre original do holótipo de P. antiquus por Egid Verhelst II, publicada pelo cientista italiano Cosimo Alessandro Collini, 1784

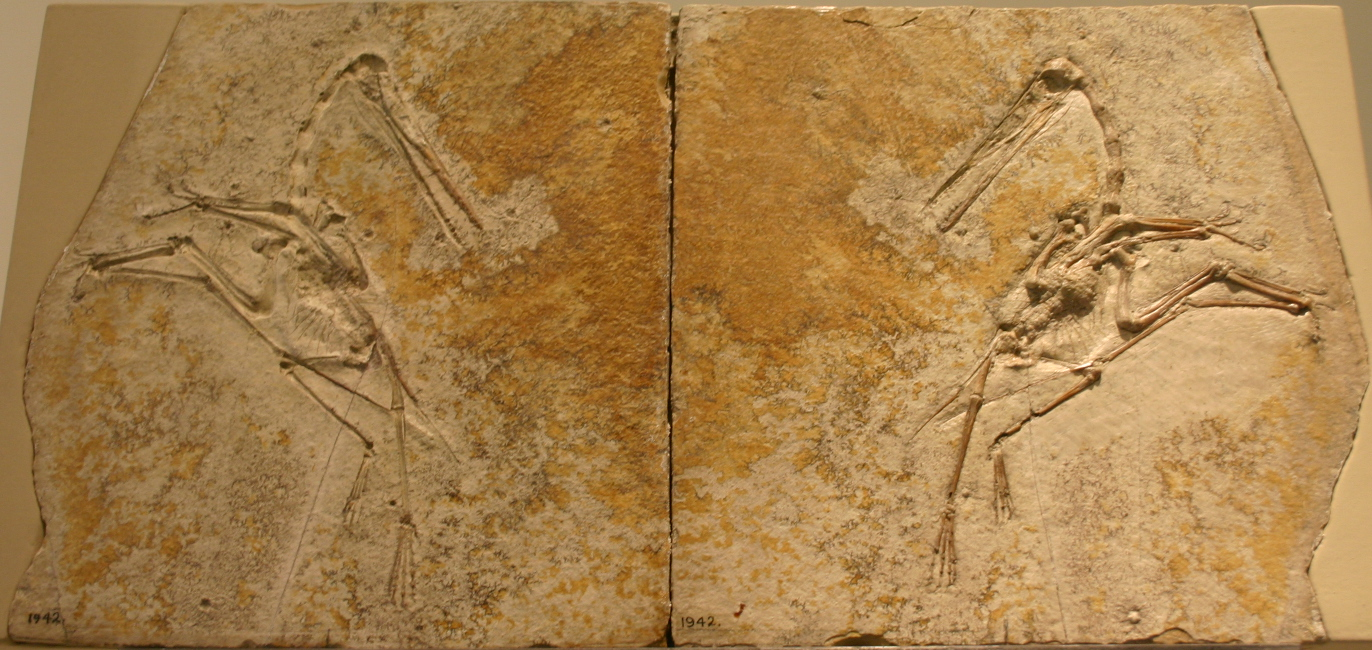
Fóssil exposto em museu

O espécime-tipo do animal hoje conhecido como Pterodactylus antiquus foi um dos primeiros fósseis de pterossauro a ser identificado. O primeiro espécime de Pterodactylus foi descrito pelo naturalista italiano Cosimo Alessandro Collini em 1784, baseado em um fóssil de um esqueleto que foi escavado do calcário de Solnhofen da Baviera. Collini era o curador do "Naturalienkabinett", ou gabinete de curiosidades naturais (um precursor do conceito moderno de museu de história natural), no palácio de Charles Theodore de Baviera em Mannheim. O espécime foi entregue à coleção pelo conde Friedrich Ferdinand zu Pappenheim em cerca de 1780, tendo sido recuperado de uma pedreira de calcário litográfico em Eichstätt. A data real da descoberta do espécime e da entrada na coleção é desconhecida, no entanto, e não foi mencionada em um catálogo da coleção feita em 1767, portanto, deve ter sido adquirida em algum ponto entre essa data e sua descrição de 1784 por Collini. Isso o torna potencialmente o primeiro achado de pterossauro documentado; o "Pester Exemplar" da espécie Pterodactylus micronyx foi descrito em 1779 e possivelmente descoberto antes do espécime de Mannheim, mas foi inicialmente considerado um crustáceo fossilizado, e só em 1856 esta espécie foi adequadamente descrita como um pterossauro pelo paleontólogo alemão Hermann von Meyer.

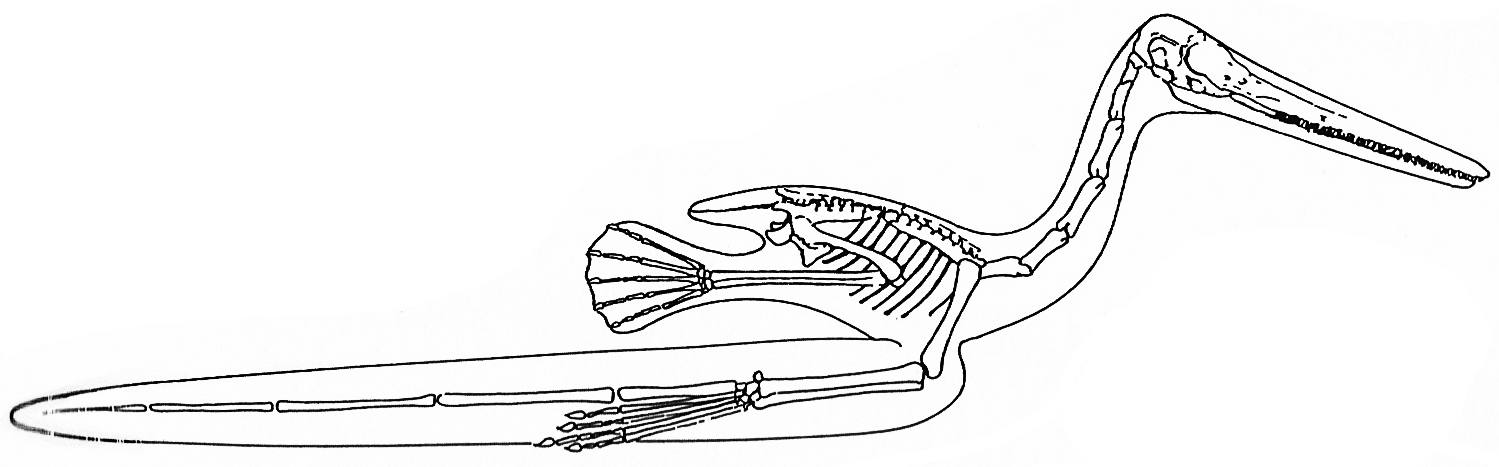
A restauração de Wagler em 1830 de um Pterodactylus aquático

Em sua primeira descrição do espécime de Mannheim, Collini não concluiu que se tratava de um animal voador. Na verdade, Collini não conseguia imaginar que tipo de animal poderia ter sido, rejeitando afinidades com os pássaros ou com os morcegos. Ele especulou que pode ter sido uma criatura marinha, não por qualquer razão anatômica, mas porque ele pensava que as profundezas do oceano eram mais propensas a abrigar tipos desconhecidos de animais. A ideia de que os pterossauros eram animais aquáticos persistiu entre uma minoria de cientistas até 1830, quando o zoólogo alemão Johann Georg Wagler publicou um texto sobre "anfíbios" que incluía uma ilustração de Pterodactylus usando suas asas como nadadeiras. Wagler foi tão longe a ponto de classificar Pterodactylus, junto com outros vertebrados aquáticos (como plesiossauros, ictiossauros, e monotremas), na classe Gryphi, entre pássaros e mamíferos.

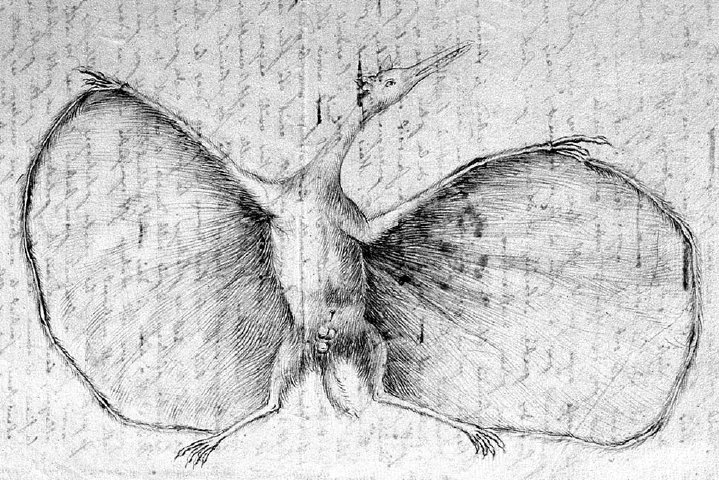
A restauração original de Hermann, a primeira de qualquer pterossauro, 1800

O cientista franco-alemão Johann Hermann foi o primeiro a afirmar que Pterodactylus usava seu quarto dedo, que se tornou bastante alongado para sustentar uma membrana alar. Em março de 1800, Hermann alertou o proeminente cientista francês Georges Cuvier sobre a existência do fóssil de Collini, acreditando que ele havia sido capturado pelos exércitos de ocupação de Napoleão  e enviado para as coleções francesas em Paris (e talvez para o próprio Cuvier) como butim de guerra; na época, comissários políticos franceses apreenderam sistematicamente peças artísticas e objetos de interesse científico. Hermann enviou a Cuvier uma carta contendo sua própria interpretação do espécime (embora ele não tenha o examinado pessoalmente), que ele pensava ser um mamífero, incluindo a primeira restauração de um pterossauro. Hermann restaurou o animal com as membranas das asas estendendo-se do quarto dedo até o tornozelo e uma cobertura de pelo (nem as membranas das asas nem o pelo foram preservados no espécime). Hermann também acrescentou uma membrana entre o pescoço e o pulso, como ocorre nos morcegos. Cuvier concordou com essa interpretação e, por sugestão de Hermann, Cuvier foi o primeiro a publicar essas ideias em dezembro de 1800 em uma descrição muito curta. Todavia, ao contrário de Hermann, Cuvier estava convencido de que o animal era um réptil. O espécime não havia de fato sido apreendido pelos franceses. Em vez disso, em 1802, após a morte de Charles Theodore, foi enviado para Munique, onde o Barão Johann Paul Carl von Moll obteve uma isenção geral para confiscar as coleções da Baviera. Cuvier pediu que estudasse o fóssil, mas foi informado por von Moll de que não foi encontrado. Em 1809, Cuvier publicou uma descrição um pouco mais longa, na qual nomeou o animal Petro-Dactyle, porém este foi um erro tipográfico, e mais tarde foi corrigido por ele para Ptéro-Dactyle. Ele também refutou uma hipótese por Johann Friedrich Blumenbach de que teria sido uma ave costeira.

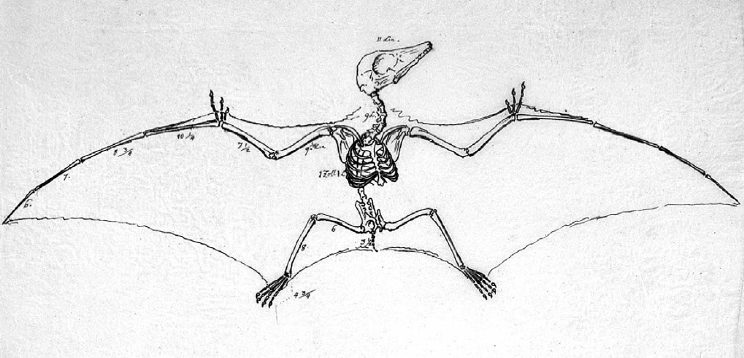
A restauração incorreta da espécie Pterodactylus brevirostris por Von Sömmerring em 1817

Ao contrário do relato de von Moll, o fóssil não estava desaparecido; estava sendo estudado por Samuel Thomas von Sömmerring, que deu uma palestra pública sobre isso em 27 de dezembro de 1810. Em janeiro de 1811, von Sömmerring escreveu uma carta a Cuvier deplorando o fato de ter sido informado recentemente do pedido de informações de Cuvier. Sua palestra foi publicada em 1812, e nela Von Sömmerring nomeou a espécie como Ornithocephalus antiquus. O animal foi descrito como sendo tanto um morcego, quanto uma forma intermediária entre mamíferos e pássaros, mas não em descendência, apenas em "afinidade" ou arquétipo. Cuvier discordou, e no mesmo ano forneceu uma longa descrição na qual ele reafirmou que o animal era um réptil. Não foi até 1817 que um segundo espécime de Pterodactylus foi encontrado, novamente em  Solnhofen. O espécime foi naquele ano descrito por von Sömmerring como Ornithocephalus brevirostris, agora entendido como um espécime juvenil de um gênero diferente, provavelmente Ctenochasma. Ele forneceu uma restauração do esqueleto, o primeiro publicado para qualquer pterossauro. Esta restauração era muito imprecisa, von Sömmerring confundiu os metacarpos longos com os ossos do antebraço, o antebraço com o úmero, o braço com o esterno e o esterno com as omoplatas. Sömmerring continuou afirmando que eram morcegos e esse modelo continuou sendo influente na interpretação de pterossauros mesmo depois de se chegar a um consenso de que eles eram répteis por volta de 1860.
Em 1815, o nome genérico Ptéro-Dactyle foi latinizado para Pterodactylus por Constantine Samuel Rafinesque. Sem saber da publicação de Rafinesque, no entanto, o próprio Cuvier em 1819 latinizou o nome Ptéro-Dactyle novamente para Pterodactylus, mas o nome específico que ele deu, longirostris, tem que dar precedência a von Sömmerring's antiquus. Em 1888, o naturalista inglês Richard Lydekker designou Pterodactylus antiquus como a espécie-tipo de Pterodactylus, e considerou Ornithocephalus antiquus um sinônimo. Ele também designou o espécime BSP AS.I.739 como o holótipo do gênero.

## Descrição

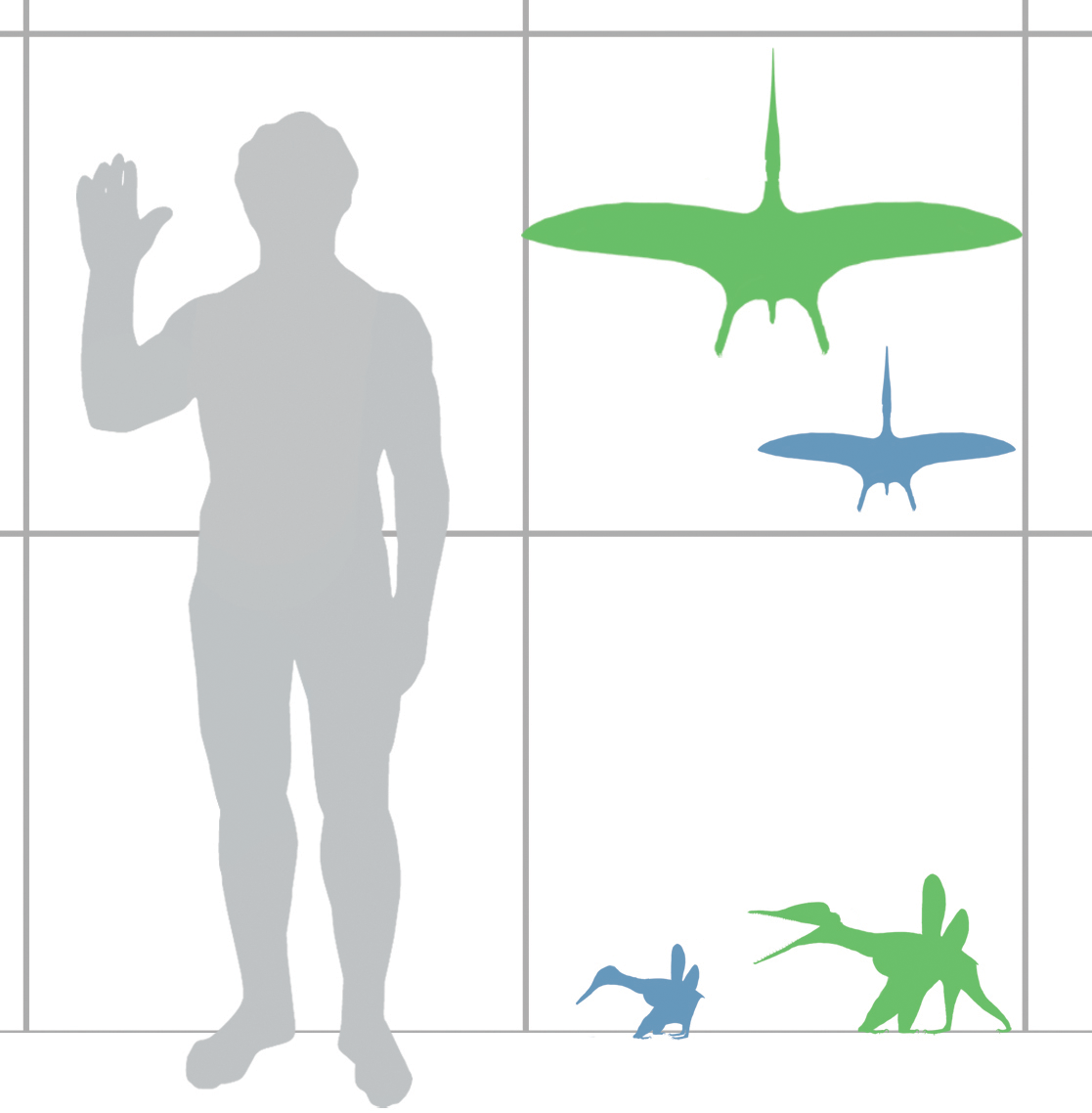
Tamanho do holótipo sub-adulto (azul) e espécimes adultos (verde) em ambas as posturas de vôo e em pé, em comparação com um humano

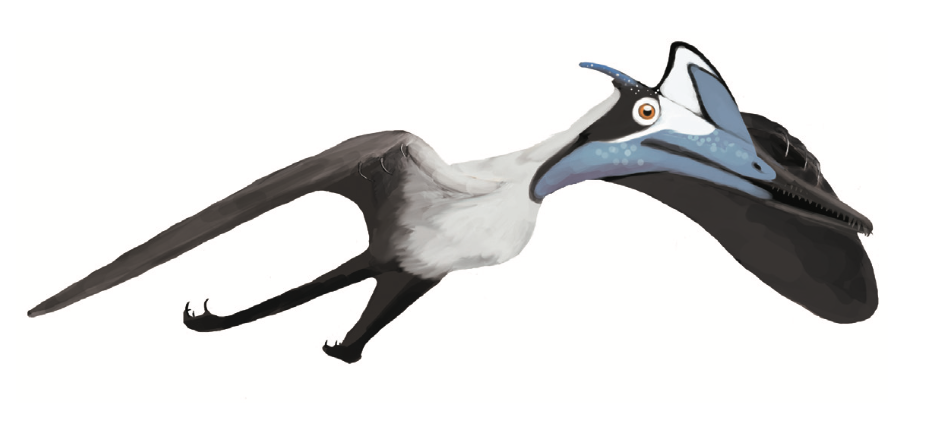
Restauração do maior espécime de Pterodactylus conhecido, BMMS 7. A forma da crista do tecido mole é baseada na amostra BSP 1929 I 18

Há mais de 30 espécimes fósseis de Pterodactylus e, embora a maior parte corresponda a juvenis, muitos preservam esqueletos completos. Pterodactylus antiquus era um pterossauro relativamente pequeno, com uma envergadura adulta estimada de cerca de 1,04 m, baseada no único espécime adulto conhecido, que é representado por um crânio isolado. Outros espécimes pequenos foram considerados "espécies" distintas. No entanto, foi demonstrado que esses espécimes menores representam juvenis de Pterodactylus, assim como outros gêneros de pterossauros, como Ctenochasma, Germanodactylus, Aurorazhdarcho, Gnathosaurus, e hipoteticamente Aerodactylus se o gênero for válido.
Os crânios de pterodáctilos adultos eram longos, com cerca de 90 dentes cônicos e finos. Os dentes se estendiam para trás a partir das pontas de ambas as mandíbulas e se tornavam menores mais longe das pontas das mandíbulas, diferente dos dentes de outros pterossauros, onde os dentes estavam ausentes na ponta da mandíbula superior e eram relativamente uniformes em tamanho. Os dentes dos pterodáctilos também se estendiam mais para trás na mandíbula em comparação com seus parentes próximos, e alguns estavam presentes abaixo da frente da fenestra nasoantorbital, que é a maior abertura no crânio. Outra autapomorfia que Pterodactylus possui é que seu crânio e sua mandíbula eram eretos, diferente das mandíbulas curvadas para cima observadas em Ctenochasmatoidea.
Pterodactylus, assim como pterossauros aparentados, possuía uma crista composta principalmente de tecidos moles. Em pterodáctilos adultos, esta crista se estendia entre a borda posterior da fenestra anterorbital e a parte de trás do crânio. Em pelo menos um espécime, a crista tinha uma base óssea curta, também vista em outros pterossauros Germanodactylus. Cristas sólidas só foram encontradas em espécimes grandes e totalmente adultos de Pterodactylus, indicando que esta era uma estrutura de exibição que se tornava maior e mais desenvolvida à medida que os indivíduos atingiam a maturidade.

## Paleobiologia

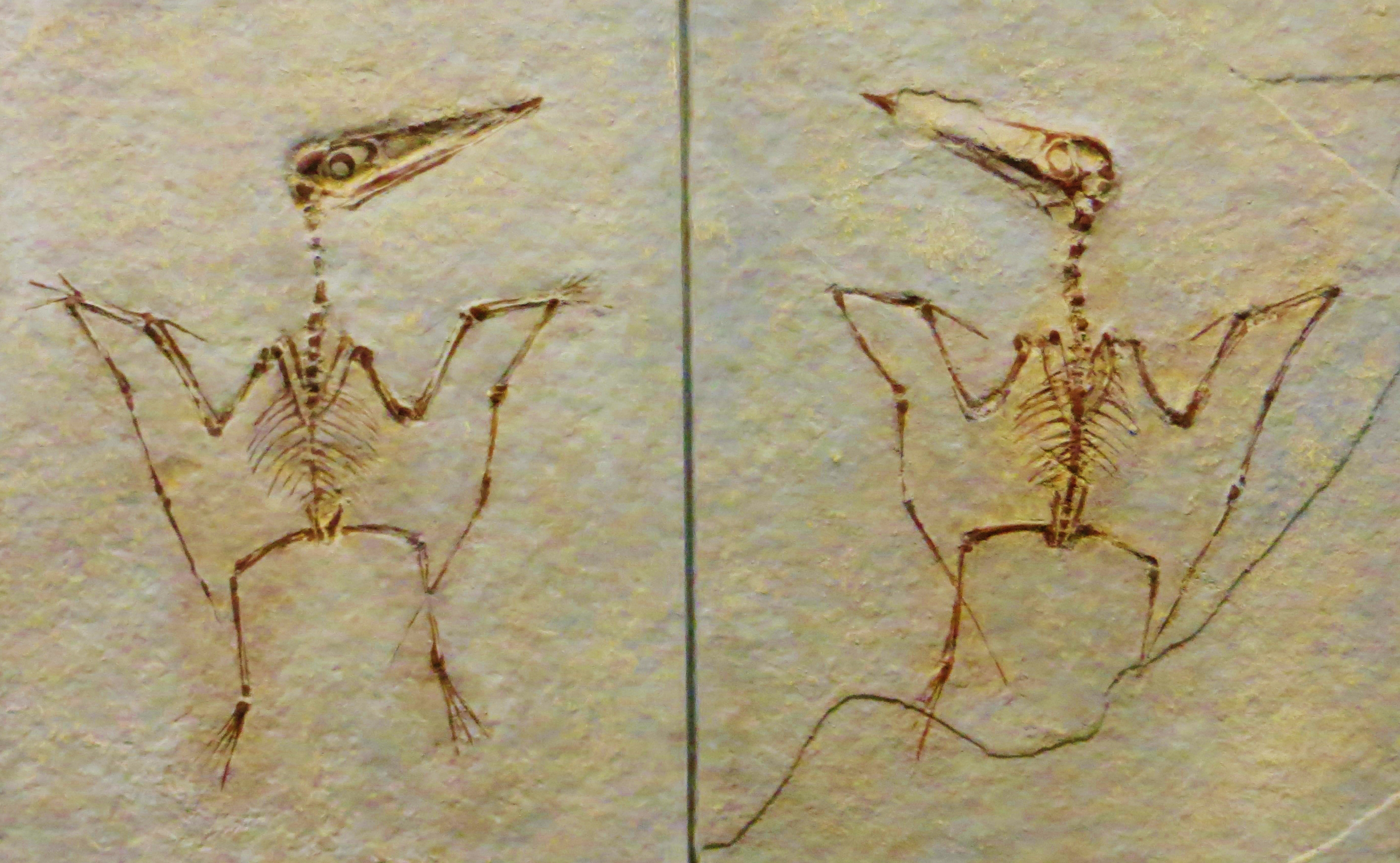
Espécime holótipo da espécie P. spectabilis, agora considerado um espécime juvenil de P. antiquus

Como outros pterossauros (notavelmente Rhamphorhynchus), os espécimes de Pterodactylus podem variar consideravelmente com base em sua idade ou nível de maturidade. Tanto as proporções dos ossos dos membros, o tamanho e a forma do crânio, quanto o tamanho e número de dentes mudavam à medida que os animais cresciam. Historicamente, isso levou a vários estágios de crescimento (incluindo estágios de crescimento de pterossauros relacionados) sendo assumidos como novas espécies de Pterodactylus. Vários estudos detalhados usando vários métodos para medir curvas de crescimento entre espécimes conhecidos mostraram que há apenas uma espécie válida de Pterodactylus, P. antiquus.
Os espécimes mais jovens e imaturos de Pterodactylus antiquus (interpretados alternadamente como espécimes jovens de espécies distintas, P. kochi) possuem um número pequeno de dentes (alguns possuíam apenas 15 dentes) e seus dentes têm uma base relativamente ampla. O dente de outros espécimes de P. antiquus são mais estreitos e mais numerosos (até 90 dentes estão presentes em vários espécimes).
Espécimes de Pterodactylus podem ser separados em grupos distintos, com base na faixa etária. Na primeira faixa etária, os crânios possuem apenas 15–45 mm em comprimento. A segunda faixa etária é caracterizada por crânios de aproximadamente 55–95 m de comprimento, mas ainda imaturos. Esses dois primeiros grupos por anos já foram classificados como juvenis e adultos da espécie P. kochi, até que novos estudos mostraram que mesmo os chamados "adultos" eram imaturos, e possivelmente pertenciam a um novo gênero. Uma terceira faixa etária é representada por espécimes do P. antiquus "tradicional", assim como alguns espécimes grandes isolados, antes atribuídos a P. kochi que correspondem ao tamanho de P. antiquus. No entanto, todos os espécimes nesta classe ainda mostram sinais de imaturidade. Espécimes de Pterodactylus totalmente adultos ainda são desconhecidos ou podem ter sido classificados incorretamente como outro gênero.

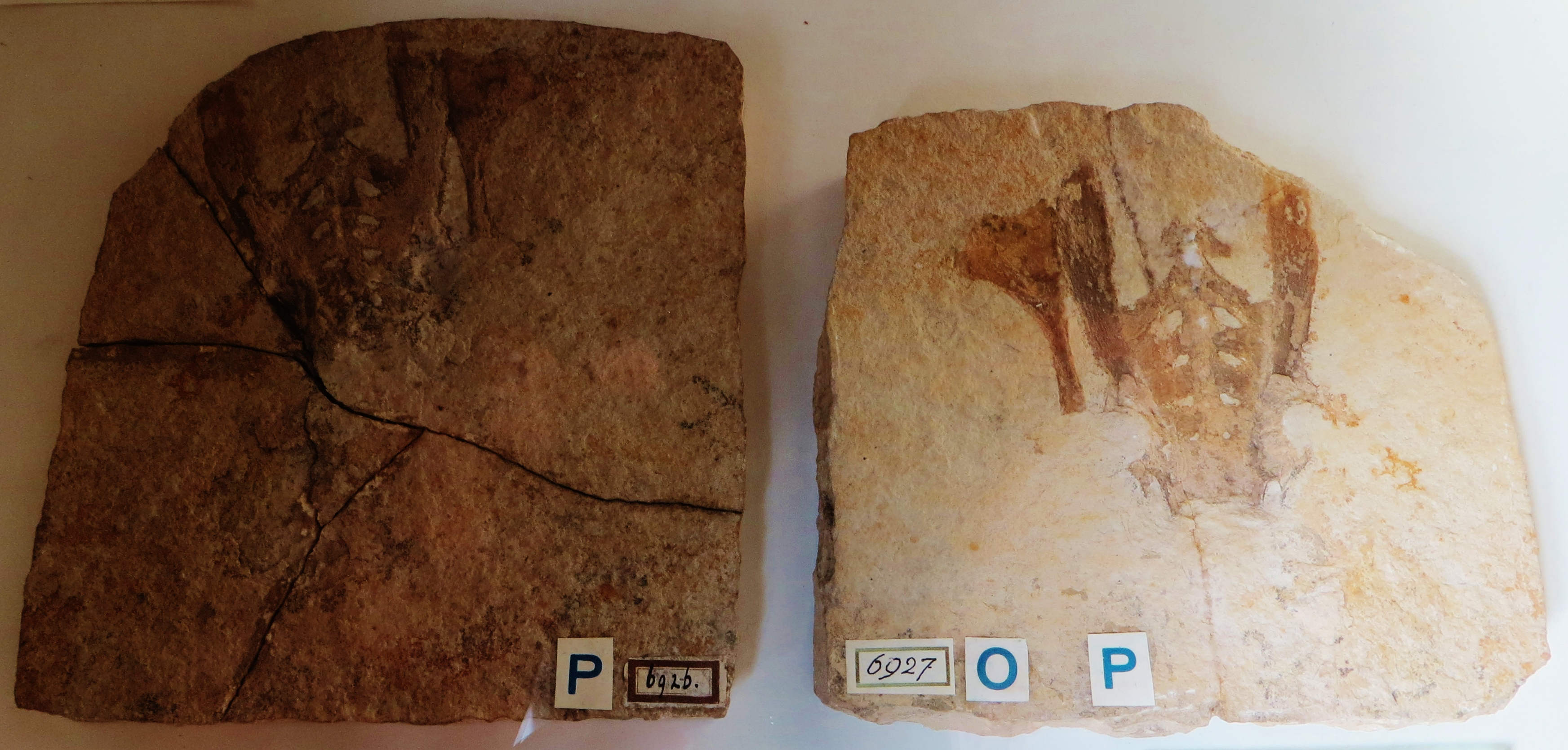
Pélvis fóssil de um grande espécime, agora referido como a espécie duvidosa P. grandipelvis

Os grupos distintos de espécimes de Pterodactylus antiquus demonstram que esta espécie, como Rhamphorhynchus muensteri, provavelmente reproduzia sazonalmente e crescia de forma consistente durante sua vida. Uma geração da primeira faixa etária seria produzida sazonalmente, atingindo o tamanho da segunda faixa etária no momento em que a a segunda geração eclodisse, criando diferentes 'grupos' de indivíduos de idade e tamanho semelhantes no registro fóssil. A classe de menor tamanho provavelmente consistia em indivíduos que haviam começado a voar e tinham menos de um ano de idade. A segunda faixa etária representa indivíduos de um a dois anos de idade, e a rara terceira faixa etária é composta por espécimes com mais de dois anos. Este padrão de crescimento é semelhante ao dos crocodilianos modernos, ao invés do rápido crescimento observado em aves modernas.
Comparações entre os anéis escleróticos de Pterodactylus antiquus e aves e répteis modernos sugere que podem ter sido diurnos. Isso pode indicar diferenciação de nicho com pterossauros contemporâneos que possivelmente eram noturnos, somo Ctenochasma e Rhamphorhynchus.

## Cultura popular

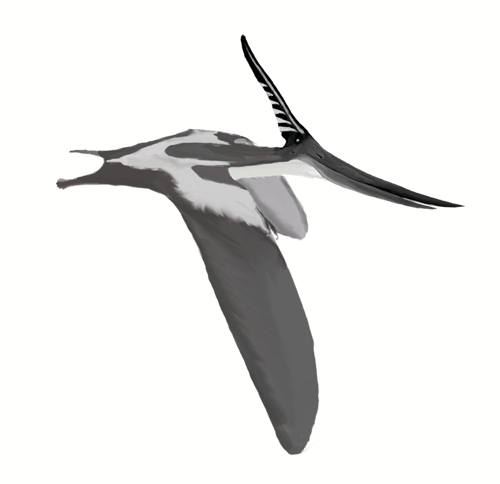
Reconstrução de um Pteranodon, popularmente chamado de "pterodáctilo"

O Pterodactylus é considerado uma das criaturas pré-históricas mais icônicas, com múltiplas aparições em livros, filmes, bem como séries de televisão e vários videogames. O nome informal "pterodáctilo" é muitas vezes utilizado para se referir a qualquer animal da ordem Pterosauria, como um sinônimo. O aspecto popular do Pterodactylus consiste em uma crista óssea alongada e asas potencialmente grandes. No entanto, segundo estudos, Pterodactylus provavelmente não possuía uma crista óssea, e sim uma crista de tecido mole.
O filme de terror de 2005 Pterodactyl. No filme, a aparência das criaturas é mais semelhante à de Pteranodon do que à de Pterodactylus, devido à crista óssea craniana alongada e seu enorme tamanho. Os "pterodáctilos" do filme também possuíam dentes, o que os torna semelhantes a algum tipo de pterossauro idêntico ao Pteranodon, mas com dentes.
Pterodactylus também aparece como uma criatura no Legendarium da Terra Média de J. R. R. Tolkien. No livro, os Nazgûl, apresentado como os Cavaleiros Negros, são nove personagens que montavam monstros voadores que se assemelhavam em aparência com o pterodáctilo. Christopher Tolkien, filho do autor, descreveu os monstros voadores como "pássaros Nazgûl"; seu pai descreveu o aparecimento dos corcéis como algo semelhante ao "pterodáctilo" e reconheceu que eram obviamente "uma nova mitologia".